# Remzşinas Hanım
Remzşinas Hanımefendi (en turco otomano: رمزشناس خانم, "conocedor de signos", 1864 - 1934) fue la esposa del Sultán Murad V del Imperio Otomano.
El título completo era: Devletlu İsmetlu Sekizinci Remzşinas Hanım Efendi Hazretleri

## Vida
Remzşinas nació en 1864 y era circasiana. Hija de Bizendug Hasan Bey. Llegó a Constantinopla después de la invasión rusa del Cáucaso.
Murad ascendió al trono el 30 de mayo de 1876, tras el destronamiento de su tío el sultán Abdülaziz I, tras reinar durante tres meses, Murad fue depuesto el 30 de agosto de 1876, debido a su inestabilidad mental y encarcelado en el Palacio de Çırağan. Fue elegida para ser enviada al Palacio de Çırağan alrededor de 1881, donde Murad la tomó como esposa.
Después de la muerte de Murad, inicialmente se quedó en el Palacio de Çırağan con Resan Hanımefendi, la tercera esposa, quien se negó a abandonar el palacio, pero en 1910 fue enviada a Bursa junto con sus otras esposas, Nevdürr Hanımefendi, Gevherriz Hanımefendi y Filizten Hanımefendi. Regresó a Constantinopla en 1914.
Durante el exilio de la familia imperial en marzo de 1924, Remzşinas como miembro auxiliar de la familia decidió quedarse en Constantinopla.
Remzşinas murió en 1934 en Estambul a la edad de 70 años.